# Francisco María Farías
Francisco María Farías Oberto (Los Puertos de Altagracia, C. G. de Venezuela, Imperio español, 1791-Maracaibo, Venezuela, 8 de junio de 1838) un prócer de la guerra de independencia de Venezuela.

## Orígenes
Nativo de Los Puertos de Altagracia en 1791, hijo legítimo de Petronila Oberto y el teniente coronel Joaquín María Farías, a través del cual era pariente del también prócer Rafael Urdaneta, quien era hijo de su prima María Alejandrina Farías y Jiménez-Cedeño de Cisneros. Muy joven partió a  Mérida a continuar sus estudios pero al estallar la guerra de independencia ingresó en el ejército Español, su padre era entonces el encargado del contingente militar acantonado en Los Puertos de Altagracia.

## Campaña Admirable
En 1813 peleó en el bando realista bajo el mando del coronel Ramón Correa, con el grado de Teniente, siendo derrotados el 28 de febrero de 1813 en la Batalla de Cúcuta, por las fuerzas de Simón Bolívar.

## Segunda República
Al ascender en 1814 Ramón Correa a general de Brigada y gobernador de la provincia de Maracaibo, el Capitán Francisco María Farías es enviado como comandante civil y militar de la provincia de Trujillo, donde secuestra a Bárbara de La Torre Gutiérrez hija del patriota trujillano Vicente de la Torre, conocida como la Amazona Trujillana y pide rescate por ella. De la Torre se entrega a cambio de su hija y es fusilado por Farías.

## La Patriecita[1]
El 22 de diciembre de 1817 partió con sus hombres desde Trujillo rumbo a  Mérida, bajo las órdenes del coronel Rafael López como parte de las fuerzas para disolver el movimiento republicano conocido como “La Patriecita” liderado por Manuel Nucete, Rafael Salas y Manuel Scarpetta. Faría recibió el rango de teniente coronel en el bando realista en el que permaneció hasta 1821 cuando se pasa al bando republicano.

## Campaña de Occidente
En 1821 con la adhesión de la provincia de Maracaibo a la independencia, Francisco María Farías se pasa al bando republicano y en el cual es ratificado como teniente coronel por Simón Bolívar.
Ahora lucha contra el gobernador español Francisco Tomás Morales a quien derrota en una batalla naval en  Lagunillas, quitándole varias embarcaciones.
Posteriormente el 22 de septiembre de 1822 vuelven a enfrentarse en la batalla de Sinamaica donde es derrotado por Morales.
Se volverían a encontrar el 24 de julio de 1823 en la Batalla naval del Lago de Maracaibo esta vez sellando la victoria definitiva de los patriotas, capitulando Morales días después.

## Intendente del Departamento del Zulia
Ante la repentina muerte del comandante Manuel Manrique, es designado para sustituirlo como intendente del Departamento del Zulia de la Gran Colombia, cargo que ocupa hasta 1824 cuando pasa a manos de su pariente el general Rafael Urdaneta.

## La Cosiata
En 1826 desde los Puertos de Altagracia, se adhiere al movimiento antibolivariano de La Cosiata y se pronuncia a favor de la separación de Venezuela de la Gran Colombia. Luego en el Táchira, forma parte del estado mayor del general Florencio Jiménez y posteriormente es nombrado nuevamente jefe civil y militar de  Trujillo.

## La Revolución de las Reformas
El 7 de junio de 1835 el coronel Francisco María Farías, se levantó en armas contra el gobernador de la provincia de Maracaibo, Manuel Ramírez, en apoyo a Pedro Carujo que se alzó en Caracas y a Santiago Mariño líder de la Revolución de las Reformas, en contra del gobierno de José María Vargas. Farías, venció al general Antonio Pulgar, en la segunda batalla de  Juana de Ávila.
Farías logró el control de la provincia de Maracaibo el cual mantuvo hasta la llegada de una escuadra comandada por el general Mariano Montilla de las fuerzas leales al general José Antonio Páez el 1 de enero de 1836. Farías llegó a un acuerdo con Montilla, evitando una lucha sangrienta, terminando así otro episodio autonomista del Zulia. Páez ya con el control del país decretó el indulto para los principales jefes de la revolución incluyendo a Farías, pidiendo que se respetara su vida y propiedades, Farías sin embargo fue hecho prisionero y exilado a Estados Unidos.

## Nueva Invasión y muerte
Farías regresa en 1838 a la Nueva Granada desde donde planea una nueva invasión por Perijá, pero es hecho prisionero y condenado a muerte. Durante su cautiverio cayó muy enfermo, sus enemigos ignoraron el decreto de indulto de José Antonio Páez y confiscaron sus propiedades, fueron inútiles las peticiones hechas por notables de Caracas y Maracaibo para que se le conmute la pena, en especial la solicitud hecha por parte de Rafael Urdaneta al presidente Carlos Soublette quien definitivamente se negó a firmar el indulto.
El 7 de junio de 1838 un día antes de morir Farías escribió: “Adiós, Patria querida, esposa amada, hijos que formaban mi delicia, adiós, amigos y parientes, un recuerdo”. El 8 de junio fue conducido a la plaza San Sebastián de Maracaibo, tan enfermo y débil que tuvieron que llevarlo en una silla, llegó muerto a la plaza, tal era el encono de sus enemigos que aun así lo fusilaron a las 4 de la tarde.

## Familia
El apellido Farías llegó a Los Puertos de Altagracia por Francisco Melchor Farías, hijo de Francisco Melchor González de Farías y Francisca Teodora Romero y Montero, quien vino de Portugal y se casó en 1714 con Francisca Romero en Maracaibo. En 1715 fueron padres de Gregorio Farías y Romero, quien fue comerciante el Los Puertos de Altagracia y padre del teniente coronel Joaquín María Farías y de José Antonio Farías, este último padre de María Alejandrina Farías, madre de Rafael José Urdaneta Farías.

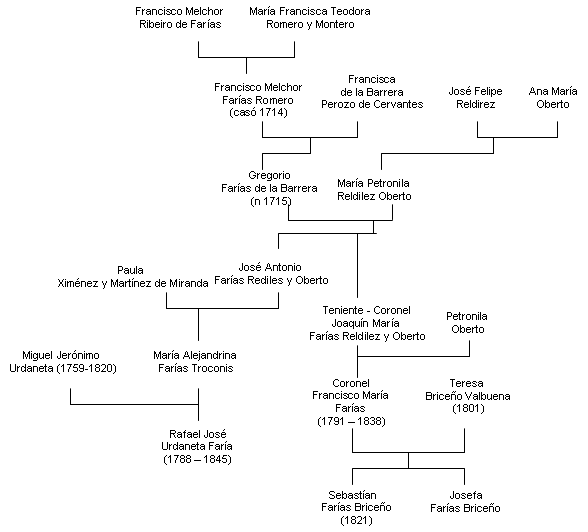
Árbol genealógico de la familia Farías, que muestra el parentesco de Francisco María Farías con el también prócer Rafael Urdaneta

|  |                                                |  |  |  |  |  |  |  |  |  |  |  |  |  |  |  |
|  | 16. Francisco Melchor González de Farías       |  |  |  |  |  |  |  |  |  |  |  |  |  |  |  |
|  |                                                |  |  |  |  |  |  |  |  |  |  |  |  |  |  |  |
|  |                                                |  |  |  |  |  |  |  |  |  |  |  |  |  |  |  |
|  | 8. Francisco Melchor Farías Romero             |  |  |  |  |  |  |  |  |  |  |  |  |  |  |  |
|  |                                                |  |  |  |  |  |  |  |  |  |  |  |  |  |  |  |
|  |                                                |  |  |  |  |  |  |  |  |  |  |  |  |  |  |  |
|  | 17. María Francisca Teodora Romero y Montero   |  |  |  |  |  |  |  |  |  |  |  |  |  |  |  |
|  |                                                |  |  |  |  |  |  |  |  |  |  |  |  |  |  |  |
|  |                                                |  |  |  |  |  |  |  |  |  |  |  |  |  |  |  |
|  | 4. Gregorio Farías de la Barrera               |  |  |  |  |  |  |  |  |  |  |  |  |  |  |  |
|  |                                                |  |  |  |  |  |  |  |  |  |  |  |  |  |  |  |
|  |                                                |  |  |  |  |  |  |  |  |  |  |  |  |  |  |  |
|  | 9. Francisca de la Barrera Perozo de Cervantes |  |  |  |  |  |  |  |  |  |  |  |  |  |  |  |
|  |                                                |  |  |  |  |  |  |  |  |  |  |  |  |  |  |  |
|  |                                                |  |  |  |  |  |  |  |  |  |  |  |  |  |  |  |
|  | 2. Joaquín María Farías Reldirez               |  |  |  |  |  |  |  |  |  |  |  |  |  |  |  |
|  |                                                |  |  |  |  |  |  |  |  |  |  |  |  |  |  |  |
|  |                                                |  |  |  |  |  |  |  |  |  |  |  |  |  |  |  |
|  | 10. José Felipe Reldirez                       |  |  |  |  |  |  |  |  |  |  |  |  |  |  |  |
|  |                                                |  |  |  |  |  |  |  |  |  |  |  |  |  |  |  |
|  |                                                |  |  |  |  |  |  |  |  |  |  |  |  |  |  |  |
|  | 5. María Petronila Reldirez                    |  |  |  |  |  |  |  |  |  |  |  |  |  |  |  |
|  |                                                |  |  |  |  |  |  |  |  |  |  |  |  |  |  |  |
|  |                                                |  |  |  |  |  |  |  |  |  |  |  |  |  |  |  |
|  | 11. Ana María Oberto                           |  |  |  |  |  |  |  |  |  |  |  |  |  |  |  |
|  |                                                |  |  |  |  |  |  |  |  |  |  |  |  |  |  |  |
|  |                                                |  |  |  |  |  |  |  |  |  |  |  |  |  |  |  |
|  | 1. Francisco María Farías                      |  |  |  |  |  |  |  |  |  |  |  |  |  |  |  |
|  |                                                |  |  |  |  |  |  |  |  |  |  |  |  |  |  |  |
|  |                                                |  |  |  |  |  |  |  |  |  |  |  |  |  |  |  |
|  | 3. Petronila Oberto                            |  |  |  |  |  |  |  |  |  |  |  |  |  |  |  |
|  |                                                |  |  |  |  |  |  |  |  |  |  |  |  |  |  |  |
|  |                                                |  |  |  |  |  |  |  |  |  |  |  |  |  |  |  |

## Matrimonio e hijos
En 1820 mientras se desempeñaba como gobernante de Trujillo se casó con Teresa Briceño Valbuena, hija de Pedro Fermín Briceño Briceño y Rosa Valbuena Cubillán, Teresa estaba emparentada con notables patriotas siendo sobrina del Coronel  Antonio Nicolás Briceño Briceño (El Diablo) y nieta del Dr Antonio Nicolás Briceño Quintero (El Abogado). Con ella Farías tuvo 2 hijos: Sebastián Francisco Farías Briceño, nacido en 1821 y Josefa Farías Briceño.

## Legado
En 1883 la parroquia Democracia del estado Falcón (Quisiro) pasó al estado Zulia, por petición de sus habitantes fue rebautizada parroquia Faría.
Actualmente el Centro Histórico y Cultural de Los Puertos de Altagracia funciona donde era su casa, como museo dedicado a su persona y a otros próceres de Los Puertos.

Centro Histórico y Cultural de Los Puertos de Altagracia, en la casa de Francisco María Farías